# Trojan F1
Trojan var en brittisk sport- och formelbiltillverkare under 1960-talet och 1970-talet.

## Historik
I början av 1960-talet köpte Trojan sportbilstillverkaren Elva och tog över tillverkningen av Elva Courier och Elva Racing Cars. Senare började Trojan samarbeta med Bruce McLaren och tillverkade McLaren-bilar tills Bruce McLaren plötsligt avled. Man tillverkade bland annat sportbilen McLaren M1 och bilar till CanAm.
Trojan startade sedan eget racingstall som började tävla i formel 5000 1973 och i formel 1 säsongen 1974. Stallet deltog med en bil med Tim Schenken som förare. Trojan-Ford kom som bäst på tionde plats i Belgien och Österrike och eftersom det inte blev några poäng slutade man bland de sista i konstruktörsmästerskapet.